# Dynastia Jin (1115–1234)
Dynastia Jin (1115-1234; dżurdżeński: Anchu) – państwo ustanowione na północy Chin w XII-XIII wieku przez Dżurdżenów.

## Powstanie państwa Jin
Dynastię Jin założyli Dżurdżeni, którzy byli wasalnym szczepem dynastii Liao, ustanowionej przez Kitanów. W 1114 r. Dżurdżeni, zamieszkujący dolinę rzeki Sungari na terenie dzisiejszej prowincji Jilin rozpoczęli pod wodzą Akuty wojnę, która zakończyła się w 1124 r. wyparciem Kitanów z północy Chin do Azji Środkowej. 
Po zrzuceniu kitańskiego jarzma, Dżurdżeni zaatakowali państwo chińskiej dynastii Song, które stawiło im słaby opór. W roku 1126 zdobyli oni jego stolicę, Kaifeng, i wzięli do niewoli cesarza Qinzonga i jego poprzednika Huizonga. Spalili także Hangzhou i zdobyli Ningbo. Zapewne podbiliby całe państwo Song, gdyby nie waśnie o sukcesję, które rozgorzały po śmierci Akuty. W 1115 r. Dżurdżeni ustanowili własne państwo Jin (złoty, po koreańsku - Kim) ze stolicą w Pekinie, który nosił wówczas nazwę Yan (Yanjing). Z kronik Songów wynika, że państwo Jin liczyło od początku istnienia ok. 50 mln ludności.

## Historia państwa Jin
Na ziemiach chińskich Dżurdżeni szybko ulegli sinizacji, przyjęli chińskie obyczaje, sposoby rządzenia itd. W 1147 r. Dżurdżeni sami zostali zaatakowani przez Mongołów, którzy wyparli ich z ziem na północy, w dolinie rzeki Kerulen. Przyspieszyło to proces przyjmowania chińskiej kultury.
W 1187 r. cesarz państwa Jin zaalarmowany postępującą sinizacją, zakazał Dżurdżenom przyjmowania chińskich nazwisk i noszenia chińskich strojów. Ten swego rodzaju apartheid nie zapobiegł roztapianiu się Dżurdżenów w chińskiej populacji.
W 1206 r. przywódcą Mongołów został Temudżyn, który w 1210 r. najechał państwo Jin, rozprawiwszy się uprzednio z krajem Xixia w zakolu Huang He. Mongołowie zmietli dżurdżeńsko-chińskie wojsko i oblegali Pekin. W tym czasie przyswoili sobie od wroga chińskie techniki oblężnicze, które w przyszłości miały im pomóc w podbojach w Azji i w Europie.
Ostateczny upadek państwa Jin nastąpił w 1234 roku.
Dżurdżeni zamieszkujący tereny dzisiejszej Mandżurii nie ulegli tak silnej asymilacji i zachowali odrębność. Po upadku mongolskiej dynastii Yuan i chińskiej Ming zjednoczyli się i przyjęli nową nazwę - Mandżurowie. W XVII wieku najechali Chiny i ustanowili ostatnią dynastię w historii Chin - Qing.